# Hakkı Keskin
Hakkı Keskin (* 12. Februar 1943 in Maçka, Türkei) ist ein ehemaliger deutscher Politiker.

## Leben und Beruf
Nach dem Abitur 1964 in Erzincan ging Keskin nach Deutschland und erwarb hier 1966 in Hamburg die deutsche Hochschulreife. Anschließend absolvierte er ein Studium der Politikwissenschaften an der Freien Universität Berlin, welches er 1977 mit der Promotion zum Dr. rer. pol. mit der Arbeit Das Fremdkapital und die Unterentwicklung, insbesondere am Beispiel der Türkei. beendete. Danach kehrte er für zwei Jahre als Planungsberater im Stab des türkischen Ministerpräsidenten Bülent Ecevit in die Türkei zurück. Anschließend war Keskin von 1980 bis 1982 wissenschaftlicher Mitarbeiter an der Fachhochschule für Verwaltung und Rechtspflege Berlin. 1982 wechselte er als Professor für Politik und Migrationspolitik an den Fachbereich Sozialpädagogik der Hochschule für Angewandte Wissenschaften Hamburg. Von 1995 bis 2005 war Keskin Gründungsvorsitzender der Türkischen Gemeinde in Deutschland.
Hakkı Keskin ist verheiratet und hat zwei Kinder.

## Politik
Keskin war Mitglied der SPD, bis er im Juni 2005 aus Protest gegen die Regierungspolitik austrat.
Von 1993 bis 1997 gehörte Keskin der Hamburgischen Bürgerschaft an. Damit war er der erste türkischstämmige Abgeordnete eines Landesparlaments.
Von 2005 bis 2009 war er Mitglied des Deutschen Bundestages mit vier anderen türkeistämmigen Kollegen. Hier war er EU-Erweiterungsbeauftragter der Linksfraktion. Keskin ist über die offene Landesliste Berlin der Linkspartei.PDS in den Bundestag eingezogen. Für die Bundestagswahl 2009 wurde er von Der Linken weder als Wahlkreiskandidat noch auf einer Landesliste aufgestellt.
Anfang Mai 2015 verkündete Keskin vor ca. 1000 Anhängern in der Stadthalle Bergen bei Frankfurt/Main seinen Beitritt zur türkischen „Patriotischen Partei“ (Vatan Partisi). Keskin erhielt das Amt eines stellvertretenden Vorsitzenden. Im Juni 2017 trat Keskin nach einer Meinungsverschiedenheit mit Doğu Perinçek aus der Vatan Partisi aus.

## Kontroversen
Anfang 2007 verschärfte sich ein öffentlicher Streit um Keskins Haltung zum Völkermord an den Armeniern, Keskin hatte diesen mehrfach in Frage gestellt oder relativiert. Darüber hinaus hatte Keskin mit Diether Dehm am 9. Mai 2007 im Namen der Linksfraktion zum Bergkarabach-Konflikt eine Pressemitteilung veröffentlicht, in welcher der „bedingungslose Abzug der Besatzungstruppen Armeniens [aus Karabach] und die Wiederherstellung der vollen territorialstaatlichen Integrität Aserbaidschans als unverzichtbare Voraussetzung für eine friedliche Konfliktlösung“ und das uneingeschränkte Rückkehrrecht der vertriebenen aserbaidschanischen Flüchtlinge gefordert wurden. Diese nicht mit der Linksfraktion abgestimmte Pressemeldung sorgte für innerparteiliche Verstimmung. Die Parlamentarierin Ulla Jelpke beschwerte sich über eine „äußerst einseitige Darstellung“ des Konflikts. Der Zentralrat der Armenier in Deutschland kritisierte Keskins Haltung in der Frage des Völkermords an den Armeniern: Politiker wie er würden verhindern, „dass es wenigstens unter den in Deutschland lebenden Türken zu einer kritischen Auseinandersetzung mit dem dunkelsten Kapitel türkischer Geschichte kommt.“
Hinsichtlich der Kopftuchfrage vertritt Keskin eine Position, die im Gegensatz zum deutschen Verbandsislam eine kritischere Haltung gegenüber religiösen Symbolen zeigt. Für Keskin haben das Tragen des Kopftuchs durch Lehrerinnen und darüber hinaus Forderungen nach einer Geschlechtertrennung beim Schwimm- und Sportunterricht mit dem Islam, der seinem Wesen nach „sehr tolerant“ sei, nichts zu tun.

## Publikationen
- Die Türkei. Vom Osmanischen Reich zum Nationalstaat. Werdegang einer Unterentwicklung. Olle & Wolter, Berlin 1978; 1981 (aktualisiert), ISBN 3-88395-708-9.
- Deutschland als neue Heimat. Eine Bilanz der Integrationspolitik. Verlag für Sozialwissenschaft, Wiesbaden 2005, ISBN 3-531-14673-4.
- Deutsch-türkische Perspektiven. Wochenschau-Verlag, Schwalbach 2009, ISBN 978-3-89974-474-3.